# 町田リス園
町田リス園（まちだリスえん）は、東京都町田市にあるリスなどの小動物を専門とした小規模動物園。町田市の代表的な観光施設の一つ。

## 概要
1988年12月に、東京都大島町（伊豆大島）にある「伊豆大島椿花ガーデン・リス村（2013年にリス村部分は閉鎖）」の全面協力のもと、同園から約400匹のリスを譲り受けて開園。敷地面積9,388.01m2のうち、約65%（6,108.01m2）が園地として使用され、残るは3,280m2は緩衝緑地帯となっている。リスの放育と飼育の他、小動物の飼育も行っており、来園者が動物と直接触れ合うことができるほか、通所授産施設および就労継続支援B型施設として障がい者の働く場としての役割も担う。
町田市薬師台の南西側にあり、野津田町と金井町と金井の町境付近で、鎌倉街道（東京都道18号府中町田線）に面し、薬師池公園の向かい側に位置する。2020年7月に金井町・藤の台団地地区での住居表示実施に伴い、同園は金井町から薬師台に編入された。
年間来園者数は平均15万人前後で、屋外施設という性質上、その年の天候不順によって来園者数はやや増減する。2009年度以降は年間10万人を超えるなど近年は増加傾向にあり、2013年時点で累計300万人が来園した。

## 沿革
- 1988年（昭和63年）12月15日 - 町田リス園がオープン[3]

## 飼育動物
- リス
  - タイワンリス[7]
  - シマリス
  - アメリカアカリス
  - キタリス
  - エゾリス
  - ムギワラリス
  - オグロプレリードッグ
  - リチャードソンジリス（ミニプレーリードッグ）
- その他の哺乳類
  - ウサギ
  - モルモット
  - ハムスター
- カメ（春、夏、秋に見ることができる）
  - アカアシガメ
  - ムツアシガメ
  - ヒラリーカエルアタマガメ
  - ウモンガメ
  - ロシアガメ
  - カロライナハコガメ
  - ケヅメリクガメ
  - フチゾリリクガメ
  - ヘルマンリクガメ
  - エロンガータリクガメ
- カエル
  - ガマガエル
- 鳥類
  - コバタン
  - ボウシインコ

## 園内施設
- 放し飼い広場（放飼場） - フェンスとネットで囲まれた広さ約2,500m2の場所で、約200匹のタイワンリスが放し飼いにされ、来園者がひまわりの餌を与えることができる[8]。
- ふれあいコーナー - ウサギとモルモットに触れることができる。（土・日・祝日のみ）
- 売店 - ぬいぐるみなどが販売されている。

## 園内風景

アカリス
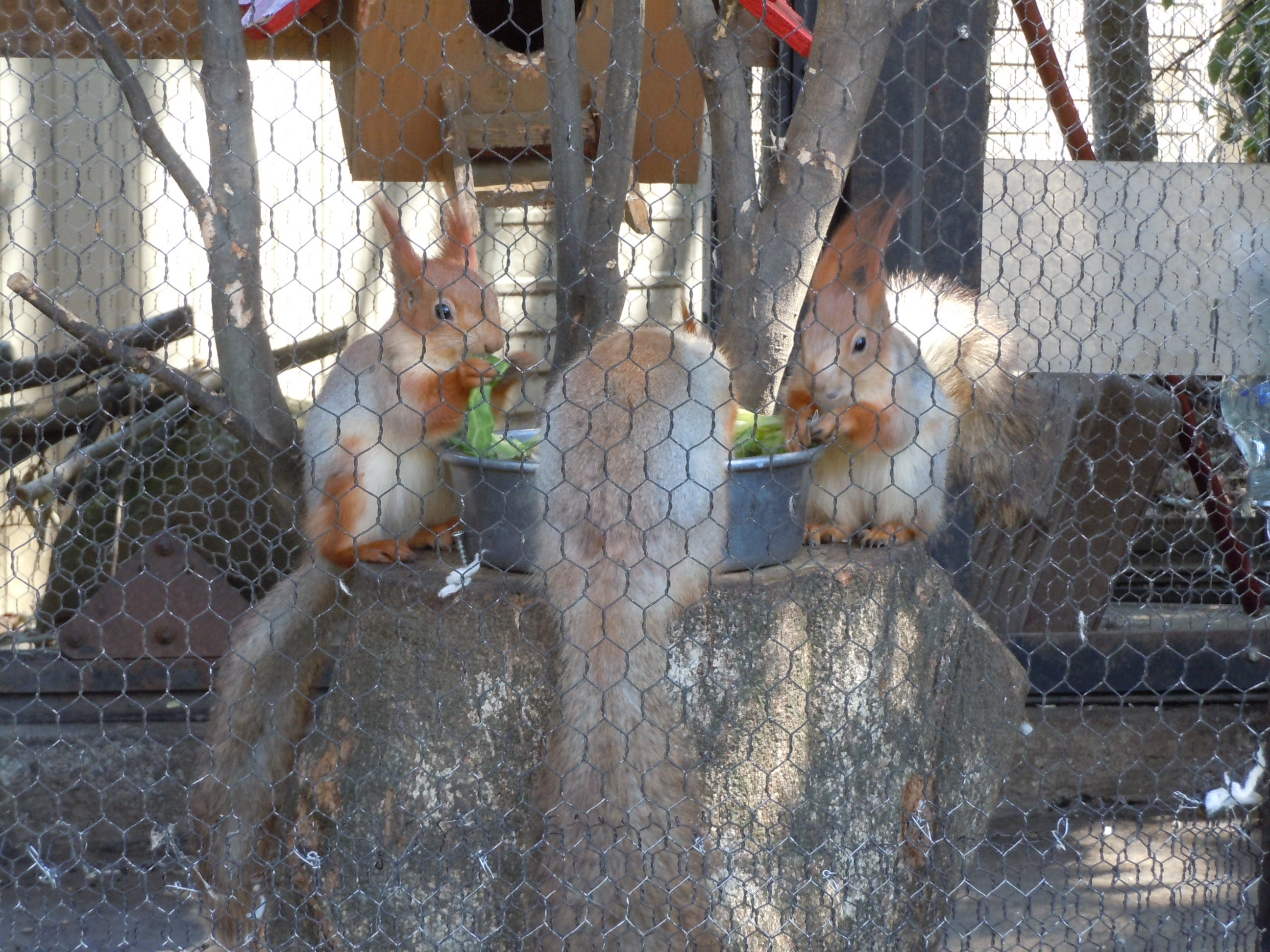
キタリス
タイワンリス
タイワンリス
放し飼い広場

## アクセス
電車・バスの場合
- 小田急線町田駅北口近くの『町田駅』21番バス停より神奈川中央交通バス「本町田経由野津田車庫行き（町55系統）」または「本町田経由鶴川駅行き（町53系統）」で約20分、『薬師池』下車。前方右側。

自家用車の場合
- 町田リス園の駐車場はない。隣接する薬師池公園の駐車場を使用する事ができる。
- 駐車料金は1時間まで無料、1時間半まで100円、その後100円/1時間。
- 中型車・大型車は町田薬師池公園四季彩の杜西園インフォメーション棟にて事前予約が必要になる。
- 障害者手帳を所持している場合、駐車料金が免除になる。リス園券売所で要提示。

## 周辺施設
- 薬師池公園
- 町田ダリア園
- 町田えびね苑